# Verbandsgemeinde Bad Sobernheim
La comunità amministrativa di Bad Sobernheim (Verbandsgemeinde Bad Sobernheim) era una comunità amministrativa della Renania-Palatinato, in Germania.
Faceva parte del circondario di Bad Kreuznach.
A partire dal 1º gennaio 2019 è stata unita alla comunità amministrativa di Meisenheim per costituire la nuova comunità amministrativa Nahe-Glan.

## Suddivisione
Comprendeva 19 comuni:
1. Auen
2. Bad Sobernheim (città)
3. Bärweiler
4. Daubach
5. Ippenschied
6. Kirschroth
7. Langenthal
8. Lauschied
9. Martinstein
10. Meddersheim
11. Merxheim
12. Monzingen
13. Nußbaum
14. Odernheim am Glan
15. Rehbach
16. Seesbach
17. Staudernheim
18. Weiler bei Monzingen
19. Winterburg

Il capoluogo era Bad Sobernheim.